# Los Naranjos (Córdoba)
El barrio Los Naranjos (originalmente llamado, según la Dirección de Catastro, Barrio Parque Los Naranjos) es un barrio de la ciudad de Córdoba, en Argentina. Se ubica en la zona suroeste y cuenta con un total de 35 manzanas.
Sus límites oficiales son al sur con la Av.Fuerza Aérea Argentina (o también conocida como "Ruta 20", al norte con Luis Agote, al oeste Alte. G. Brown y con la Maestro Vidal, al norte con la Alberto Williams y al este con la Juan H.Vieytes.
Cuenta cerca, a unas 5 cuadras al Este, con un centro comercial importante, llamado Dinosaurio Mall Ruta 20, ubicado en el sector oeste en la Rotonda del Ala (Calles Río Negro y Fuerza Aérea). También cuenta con el destacamento policial Nº 36 (Ubicado en Gilardo Gilardi 1451) y el hospital Policlínico Policial ubicado en la Espora esquina Luis Agote.
El Barrio los Naranjos, era originalmente, un barrio de Plan de Viviendas, del denominado"Plan Eva Perón". Hoy, casi no se identifican como casas de planta similar sus viviendas, por las sucesivas transformaciones obradas en la mayoría de ellas, desde las década del 1950. Como curiosidad, solía tener pavimentadas y enarenadas, alternativamente, sus calles que corren norte-sur. Y eran numeradas: Calle 1, era la hoy Vieytes, 2 la Pedro Goyena, 3 era la calle hoy Olegario Correa, 4 la calle Echeverría, 5 la gilardo Gilardi, etc.

## Transporte
Las líneas de colectivos que unen el barrio y alrededores con otros sectores de la ciudad son:
De la empresa Coniferal, circulan las líneas 60 (por Avenida Fuerza Aérea Argentina) y 65 (también por la avenida Fuerza Aérea) y línea 62 por calle Luis Agote.
La empresa TAMSE, presta el servicio de los trolebuses. El trolebús de la línea C, circula por Avenida Fuerza Aérea, terminado con su punta de línea en Díaz de la Fuente esquina Aviador Zanni, en barrio Ameghino Norte.
En cambio las líneas 600 y 601, pertenecientes al 2º anillo a cargo de Autobuses Santa Fe, circulan por las avenidas Fuerza Aérea y Maestro Vidal.
También circulan colectivos interurbanos de las líneas Sarmiento, FonoBus, entre otras interurbanas y de larga distancia, ya que la avenida Fuerza Aérea se convierte en la Autopista Justiniano Posse (más conocida como Autopista Córdoba - Carlos Paz), e inclusive con la Avenida de Circunvalación.
| Corredor   | Líneas         |
| ---------- | -------------- |
| Corredor 6 | - 60 - 62 - 65 |
|            | - 600 - 601    |
|            | - Trole C      |

## Plazas
- Plaza Arturo Capdevila (M.Gómez Carrilo-Padre Lozano-José Esteban Echeverria)
- Plaza triangular (Héctor Paniza-Constantino Gaito-León Pinelo)

## Escuelas
- Nuestra Señora del Loreto (M.Gómez Carrilo esq. José E.Echeverria)
- República de Perú (Gómez Carrillo 2450 esq. Juan H.Vieytes)
- Jesús María (Juan H.Vieytes 1800)

- Instituto Superior de Formación Docente Renée Trettel de Fabián (Gómez Carrillo 2450 esq. Juan H.Vieytes)

- Datos: Q5980051